# Sauce brune (type roux bruns)
Pour les articles homonymes, voir sauce brune.
La sauce brune est une sauce de base de la cuisine française, également appelée "demi-glace". 
Elle se prépare à partir d'un fond brun et convient aux viandes et aux gibiers. À partir du fond brun, il faut y ajouter du concentré de tomates et faire réduire. Il est possible de la préparer autrement, avec les os du fond brun. Après avoir fait revenir le fond brun et le concentré de tomates, saupoudrer les os de 60 g. de farine, faire blondir, mouiller avec du vin rouge, compléter avec de l'eau et laisser épaissir. 
La sauce brune se prépare aussi à partir d'un « roux brun » : faire dorer le beurre, les oignons coupés en quartiers et le lard maigre salé. Mouiller avec le roux brun, poivrer, saler et rajouter un bouquet garni. Laisser cuire doucement 20 minutes. 